# Africa/Middle East Tour Qualifier
Das Africa/Middle East Tour Qualifier 1998 war ein Snooker-Qualifikationsturnier für die Saison 1998/99. Als einzige Ausgabe des Turnieres fand es im April 1998 im Ramses Hilton Hotel in der ägyptischen Hauptstadt Kairo statt und vergab drei Qualifikationsplätze. Diese sicherten sich der Turniersieger Richard Somauroo aus Mauritius, der südafrikanische Finalist Hitesh Naran und der Ägypter Wael Talaat, der das Spiel um Platz 3 gewonnen hatte. Angaben über das höchste Break und das Preisgeld sind unbekannt.

## Turnierverlauf
Am Turnier nahmen mindestens vier Spieler teil, die im K.-o.-System mit Spiel um Platz 3 den Sieger bzw. die Qualifikanten entschieden. Die beiden Finalisten und der Sieger des Spieles um den dritten Platz erhielten die Spielberechtigung für die Profitour. Die einzelnen Spiele fanden in zwei verschiedenen Best-of-Modi statt.

|  | Halbfinale Best of 9 Frames        | Halbfinale Best of 9 Frames |                   |   | Finale Best of 11 Frames | Finale Best of 11 Frames |
|  |                                    |                             |                   |   |                          |                          |
|  | Richard Somauroo                   | 5                           |                   |   |                          |                          |
|  | Wael Talaat                        | 4                           |                   |   |                          |                          |
|  |                                    |                             |                   |   |                          |                          |
|  |                                    |                             |                   |   |                          |                          |
|  | Richard Somauroo                   | 6                           |                   |   |                          |                          |
|  |                                    | Hitesh Naran                | 0                 |   |                          |                          |
|  |                                    |                             |                   |   |                          |                          |
|  | Spiel um Platz 3 Best of 11 Frames |                             |                   |   |                          |                          |
|  |                                    |                             | Wael Talaat       | 5 |                          |                          |
|  | Hitesh Naran                       | 5                           | Mohammed al-Joker | 1 |                          |                          |
|  | Mohammed al-Joker                  | 2                           |                   |   |                          |                          |